# Zala (Nambuangongo)
Zala é uma comuna angolana. Pertence ao município de Nambuangongo, na província do Bengo.